# Aplocera bohatschi
Aplocera bohatschi là một loài bướm đêm trong họ Geometridae.